# ارهات
ارهات (انگلیسی: arhat)، به معنی وارسته و به بالاترین مرحلهٔ کمال رسیدن است.

## انسان کامل
در آیین بودایی از انسان کامل با نام‌های «ارهات» «ارهت» و «انسان آزاده»، در اندیشه مردم چین باستان و آیین کنفوسیوس، با نام‌های «تائو»، «انسان آزاده» و «انسان قدیس» تعبیر شده‌است.

## نیروانا
در دین بودایی، انسان کامل، یعنی کسی که به ماهیت حقیقی هستی بصیرت یافته، و به نیرْوانه (اشراق روحانی) رسیده‌است. ارهت خود را از بند خواهش‌ها آزاد کرده‌است.
رسیدن به مقام ارهت هدف غایی هر بودایی به‌شمار آمده‌است. چهار مرحلهٔ نیل به آن چنین وصف شده‌است:
1. مقام «وارد شونده به جریان»، یعنی نوکیش که با غالب شدن بر تردیدها و باورهای خطا دربارهٔ بودا و تعلیمات (دهَمّه) و انجمن (سَنگهه) به دست می‌آید.
2. «یک‌بار بازگردنده» که تنها یک‌بار دیگر زاده خواهد شد، مقامی که فقط با از میان بردن شهوت و خشم و پندار حاصل می‌شود.
3. «ناـ بازگردنده» که پس از مرگ، در بهشتی برتر به دنیا می‌آید و در آنجا ارهت می‌شود، مقامی که با غلبه بر خواهش‌های حسی و بدخواهی، و نیز با دستاوردهای دو مرحلهٔ پیشین حاصل می‌شود.

۴. ارهت. آدمی، جز در اوضاع و احوالی استثنایی، تنها هنگامی می‌تواند ارهت شود که در صومعه به سر برد.

## علت و معلول
دانا و «زندهٔ آزاد» (arhat) از چنگال کنش و واکنش‌های متقابل آزاد می‌گردد و او دیگر در بند سلسلهٔ علت و معلول نیست و به هیچ امری پیوستگی و تعلق ندارد.